# Městská jatka s tržnicí na Vinohradech
Městská jatka s tržnicí na Vinohradech v Praze stojí mezi ulicemi Korunní, Libická, Slezská a Boleslavská, naproti bývalé Orionce a poblíž bývalé Vozovny Královské Vinohrady. Od roku 2012 je objekt chráněn jako nemovitá kulturní památka České republiky.

## Historie
Městská jatka na Vinohradech byla postavena před rokem 1898.

## Popis
Objekt představuje mimořádně dochovanou historickou dřevěnou konstrukci s velkým množstvím autentických detailů. Symetricky řešená trojlodní stavba je obdélná. Převýšená střední loď je užší, boční lodě s pultovými střechami širší; štítová část střední lodě s vysokým půlkruhovým obloukem mírně předstupuje. S výjimkou obou štítových stěn střední lodi jsou fasády provedeny jako hrázděná konstrukce. Nosnou část tvoří dřevěné sloupy s vazbou s použitím dřevěných ohýbaných nosníků a ocelových táhel. Dřevěná konstrukce interiéru vychází z řady pilířů, zakončených konsolovým nástavcem a pokračující do půlkruhového oblouku, který nese vlastní zastřešení hlavní lodi. Z těchto konsolových nástavců vychází také střechy bočních lodí. V místech konsol jsou napojena ocelová táhla, která celou konstrukci stahují. Loď je v horní části osvětlena pásem oken a polí s dřevěnými žaluziemi oddělených pilířky. Pilíře doplňují dekorativní architektonické prvky.